# Jaime Semprun
Jaime Semprun (* 26. Juli 1947  in Paris; † 3. August 2010 ebenda) war ein französischer Essayist.

## Leben
Jaime Semprun war der Sohn von Loleh Bellon und Jorge Semprún. Er stand lange Guy Debord und den Situationisten nahe. 1984 gründete er die Zeitschrift Encyclopédie des Nuisances, die er bis 1992 herausgab und 1993 in einen Verlag umgestaltete.

## Bibliographie
- La guerre sociale au Portugal (éditions champ libre, 1975).
- Précis de récupération, illustré de nombreux exemples tirés de l'histoire récente (éditions champ libre, 1976).
- La nucléarisation du monde (éditions de l'assomoir, 1980; éditions Gérard Lebovici, 1986 republié à la suite de la catastrophe de Tchernobyl).
- Dialogues sur l'achèvement des temps modernes (éditions de l'encyclopédie des nuisances, 1993).
- L'abîme se repeuple (éditions de l'encyclopédie des nuisances, 1997).
- Apologie pour l'insurrection algérienne (éditions de l'encyclopédie des nuisances, 2001).
- Défense et illustration de la novlangue française (éditions de l'encyclopédie des nuisances, 2005).
- Catastrophisme, administration du désastre et soumission durable, Éditions de l'Encyclopédie des Nuisances, 2008, 136 p. (mit René Riesel) ISBN 978-2-910386-28-3
- Discours préliminaire de l'Encyclopédie des nuisances (novembre 1984), Éditions de l'Encyclopédie des Nuisances, 2009.
- Andromaque, je pense à vous !, Éditions de l'Encyclopédie des Nuisances, Paris, 2011. ISBN 978-2-910386-38-2

Auf Deutsch:
- Der soziale Krieg in Portugal (Hamburg: Association, 1975)
- Rive Gauche. Ein Pamphlet gegen die Meisterschwätzer (Hamburg: Edition Nautilus, 1979)
- Im Abgrund (Osnabrück: Packpapier Verlag, 2014)